# James P. Bennett
James P. Bennett (ur. 19 sierpnia 1975) − irlandzki aktor i mistrz sportów walki, znany z ról w filmach akcji.

## Życiorys
W przemyśle filmowym debiutował w roku 1998 produkcją Fatal Deviation, w której zagrał główną rolę, i do którego napisał scenariusz. Był to pierwszy film z gatunku sztuk walki powstały na terenie Irlandii; z biegiem lat zyskał status kultowego. Obraz zwrócił uwagę na Bennetta, który wkrótce potem otrzymał angaż do filmu sensacyjnego Ruchomy cel (Moving Target, 2000), z Donem Wilsonem na pierwszym planie. Bennett posiada czarny pas w kenpō karate i jest partnerem treningowym Jean-Claude’a Van Damme. Zagrał też w kilku filmach z jego udziałem. W filmie Kickboxer: Odwet (Kickboxer: Retaliation, 2018) pojawił się jako muskularny wojownik, który staje do walki uzbrojony w nunczako. W kanadyjskiej produkcji W otchłani (Black Water) wystąpił u boku Van Damme'a i Dolpha Lundgrena, jako doskonale wyszkolony strażnik. Tego samego roku pojawił się w filmie Attrition Mathieu Weschlera, jako Scarecrow.
Uprawia takie sztuki walki, jak judo, boks tajski, jujutsu i escrima.